# Bobbesteen
De Bobbesteen (Deens: Bobbestenen) is een zwerfkei in Denemarken. De kei ligt in het Bobbedal, ten noordoosten van Rønne, en is een van de grootste zwerfkeien op het Deense eiland Bornholm. Hij bestaat uit een roodachtige granietsoort.
De steen ligt op de heuvel Tingstedbakken, in een hooggelegen heideveld genaamd Møllerlyngen. De steen is ongeveer even groot als de Tirslundsteen. In het tweede deel van de negentiende eeuw stond er een zaagmolen (Tingsted Savmølle) van Ejner Bidstrup Munch, waar Møllerlyngen haar naam aan te danken heeft.
De Bobbesteen meet volgens één bron 7 x 6 x 4 meter, terwijl een andere bron stelt dat deze ongeveer 4,7 × 4,7 × 3,7 meter groot is, met een omtrek van 18,8 meter. Het volume bedraagt ongeveer 48 m³ en het gewicht bedraagt ongeveer 130 ton. De steen was oorspronkelijk zelfs nog groter: een groot stuk dat door vorst afgebroken is ligt aan de zuidoostkant onder de steen.
Op Bornholm is "Bobba" de naam van een spook dat in het bijzonder kinderen bang maakt.
De steen verkreeg op 6 juni 1932 een beschermde status van de Deense autoriteiten (Naturfredningsnævnet). Dit om de steen te beschermen tegen de delving (steengroeven) die begin 20e eeuw was geïntensiveerd.